# سانت جيمس بارك
ملعب سانت جيمس بارك (بالإنجليزية: St James' Park) ، هو الملعب الخاص بنادي نيوكاسل يونايتد، ويقع في نيوكاسل أبون تاين في إنجلترا يتسع لحضور 52,305 مشجع.
ملعب سانت جيمس بارك نادي نيوكاسل يونايتد المشارك في الدوري الإنجليزي الممتاز، وهو ثامن أكبر ملعب لكرة القدم في إنجلترا.
استضاف ثلاثة مباريات في كأس الأمم الأوروبية 1996، الأولى كانت بين منتخب رومانيا لكرة القدم ومنتخب فرنسا لكرة القدم، والثانية بين منتخب بلغاريا لكرة القدم ومنتخب رومانيا لكرة القدم، والثالثة كانت بين منتخب فرنسا لكرة القدم ومنتخب بلغاريا لكرة القدم.
ملعب سانت جيمس بارك هو الملعب الرئيسي لنيوكاسل يونايتد منذ عام 1892. استخدم لكرة القدم منذ عام 1880. طوال تاريخها، تسببت الرغبة في توسيعه في حدوث صراع مع السكان المحليين والمجلس المحلي. وقد أدى ذلك إلى مقترحات للتحرك مرتين على الأقل في أواخر الستينيات، واقتراح مثير للجدل عام 1995 للانتقال إلى حديقة ليزيس [الإنجليزية] القريبة. أدى الإحجام عن التحرك إلى المظهر المتميز المنحرف لمدرجات الاستاد الغير المتكافئة الحالية.
إلى جانب مباريات كرة القدم للأندية، تم استخدام سانت جيمس بارك أيضًا في مباريات كرة القدم الدولية، وأولمبياد 2012، ودوري الرجبي عطلة نهاية الأسبوع السحرية، وكأس العالم لاتحاد الرجبي، بريميرشيب الرجبي [الإنجليزية] و مباريات منتخب إنجلترا لاتحاد الرغبي التجربية، وأحداث كرة القدم الخيرية، وحفلات موسيقى الروك، وكمجموعة للسينما والتلفزيون الواقعي.

## التاريخ
طوال تاريخ نيوكاسل يونايتد، كان ملعب سانت جيمس بارك وهو أقدم وأكبر ملعب لكرة القدم في شمال شرق إنجلترا وسادس أكبر ملعب لكرة القدم في المملكة المتحدة، الملعب الرئيسي للنادي. استضاف الملعب 10 مباريات كرة قدم دولية، كانت الأولى في عام 1901 والأخيرة في عام 2005. تم استخدامه كملعب لكل من الألعاب الأولمبية الصيفية 2012 وكأس العالم للرغبي 2015.
لُعبت كرة القدم في سانت جيمس بارك في وقت مبكر من عام 1880، حيث كان الملعب الرسمي لفريق نيوكاسل رينجرز، قبل أن يصبح موطن فريق نيوكاسل ويست إند إف سي. في عام 1886. ثم اشتري نيوكاسل إيست إند إف سي عقد إيجار الملعب في عام 1892، قبل أن يغيروا اسمهم إلى نيوكاسل يونايتد. في مطلع القرن العشرين، تم تحديد سعة الملعب بـ 30 ألفًا قبل إعادة تطويره بين عامي 1900 و 1905، مما أدى إلى زيادة السعة إلى 60 ألفًا وجعله أكبر ملعب في إنجلترا. خلال القرن العشرين، لم يتغير الملعب كثيرًا، على الرغم من الخطط المختلفة لتطويره. تم استبدال المدرج الغربي القديم بمدرج ميلبورن في عام 1987، واستبدل جناح السير جون هول بمدرج ليازيس إند في عام 1993، وتم تجديده مما جعله يتسع لـ 37000 مقعدًا. بين عامي 1998 و 2000، تمت إضافة طبقات مزدوجة إلى مدرجات ميلبورن وسير جون هول لرفع مستوى المكان إلى سعته الحالية البالغة 52354. كانت هناك خطط لبناء ملعب جديد يتسع لـ 90 ألف متفرج في حديقة ليازيس، خلف سانت جيمس مباشرة مع استيلاء نيوكاسل فالكونز على سانت جيمس بارك، ولكن بسبب الاحتجاجات، تم إلغاء الخطط. يتسع ملعب سانت جيمس بارك حاليًا لـ 52354 شخصًا، لكن مالك النادي السابق مايك آشلي قال إنه سيفكر في إزالة السقف من جالوجيت إند وإضافة 6000 مقعدًا آخر، مما يرفع السعة الإجمالية إلى 58420 شخصًا، ولكن فقط إذا تمكن الفريق من إنهاء الموسم في المراكز الستة الأولى في الدوري الممتاز.
في أكتوبر 2009، أعلن آشلي أنه يخطط لبيع اسم الملعب في محاولة لزيادة الإيرادات، وفي نوفمبر تم تغيير اسم الملعب مؤقتًا إلي سبورتس دايركت.كوم @ ملعب سانت جيمس بارك. كان من المفترض استخدام هذا الاسم حتى نهاية موسم 2009-10، لكنه استمر حتى نوفمبر 2011. في 10 نوفمبر 2011، قام النادي رسميًا بتغيير اسم الملعب إلى سبورتس دايركت أرينا، على الرغم من أن هذا كان اسمًا مؤقتًا لعرض قدرات رعاية الملعب. لم تكن الشركة المملوكة لآشلي تدفع أي شيء مقابل الصفقة. في 9 أكتوبر 2012، أصبحت شركة ونجا.كوم الراعي التجاري الرئيسي لنيوكاسل يونايتد واشترت حقوق تسمية الملعب لكنها أعادت اسم سانت جيمس بارك.
يقع ملعب التدريب الحالي للنادي في دارسلي بارك، شمال المدينة في بينتون. تم افتتاح المنشأة في يوليو 2003 ويستخدمها أيضًا فريق نيوكاسل فالكونز للرجبي.

## وصف الملعب

### الإسم الأصلي
"St James 'Park" مكتوب بعلامة S James التي تتميز بواحد وعلامة فاصلة علوية، كما يظهر على لافتات خطوات "St James Park" خارج مدخل الاستاد، واللافتات داخل المجاور محطة مترو. يتناقض استخدام الفاصلة العليا مع اسم محطة المترو نفسها، والتي تم توقيعها على أنها محطة مترو سانت جيمس، ومع لافتات الشوارع لشارع "St James Street" القريب وسانت جيمس تيراس. علاوة على ذلك، يختلف استخدام علامة s وعلامة الفاصلة العليا عن الاصطلاح الشائع لإضافة s ثانية إلى ممتلكات أحادية المقطع تنتهي بـ s، كما هو الحال مع العلامة المعروفة. الأماكن العامة في لندن: سانت جيمز بارك.

## وصلات خارجية
- The Sports Direct Arena Story at NUFC.co.uk
- London2012.com profile نسخة محفوظة 3 سبتمبر 2012 at Archive.is